# Soufrière (Montserrat)
Pour les articles homonymes, voir Soufrière.
La Soufrière est un stratovolcan des Antilles qui culmine à 915 mètres sur l'île de Montserrat. Le 18 juillet 1995, il est entré dans une période de forte activité éruptive qui se poursuivit jusqu'en 2013. En 1997, une de ses éruptions a dévasté la capitale Plymouth, devenue aujourd'hui une ville fantôme. La partie sud de l'île, y compris l'ancien aéroport, a par ailleurs été complètement dévastée, recouverte par une épaisse couche de lave et de boue.

## Toponymie
Le terme français Soufrière, désignant d'ailleurs quatre volcans des Antilles, est utilisé en anglais, langue officielle de Montserrat, tel qu'il est écrit (avec l'accent grave). Il provient de l'élément chimique soufre que l'on trouve précisément sous forme native dans les régions volcaniques.

## Géographie

### Localisation
Montserrat appartient à un arc volcanique d'îles à la jonction de la plaque tectonique de l'Atlantique nord et celle de la Caraïbe. Cet arc comprend six ou sept volcans actifs, dont la Soufrière de Montserrat, la Soufrière de Saint-Vincent, la Soufrière de Guadeloupe et la Montagne Pelée de Martinique.

### Géologie
L'île de Montserrat, de 16 kilomètres par 10, est composée presque exclusivement de roches volcaniques et de laves andésitiques. La Soufrière est aussi composée de basalte et d'andésite basaltique. Les zones d'altération hydrothermale produisent les champs de fumerolles autour du volcan.
L'île comprend trois centres volcaniques d'âges différents. Le plus ancien est Silver Hills, au nord, d'environ 2,5 millions d'années et d'une altitude de 450 mètres. Le second est situé au centre de l'île, à Center Hills (740 m), et, enfin, la Soufrière est le volcan actif, occupant toute la moitié sud.

### Écologie
À l'exception des zones directement affectées par les récentes éruptions du volcan, la végétation est dense. Le bas de la Soufrière est couvert de broussailles sèches et de fourrés. Avec l'altitude et l'augmentation de la pluviométrie, on trouve des forêts humides, en particulier le long des crêtes ou des ruisseaux, composées d'arbustes d'une hauteur moyenne de 1,5 mètre.
Sur l'ensemble de l'île coexistent environ 700 espèces de plantes indigènes.

## Histoire
La première activité qui ait été rapportée dans l'histoire récente date du XVIIe siècle, vers 1630, elle a produit un dôme de lave nommé Castle Peak. Le cratère, d'environ un kilomètre de diamètre, est alors appelé « English's Crater » (le cratère de l'Anglais). Ultérieurement, plusieurs activités sismiques ont eu lieu en 1897 et 1898, puis entre 1933 et 1937, et enfin en 1966-1967. Mais aucune autre activité éruptive n'a été enregistrée avant 1995.

### Activité éruptive
À partir du 18 juillet 1995, des coulées pyroclastiques se sont produites, qui ont entraîné l'évacuation d'une partie de la population, en particulier de la capitale Plymouth. La première explosion phréato-magmatique a eu lieu le 21 août 1995 et l'activité s'est prolongée dix-huit semaines, jusqu'à produire un dôme de lave andésitique. Une période d'accalmie de plus d'un an a été suivie de plusieurs ruptures du dôme et de deux explosions volcaniques majeures. Celle du 25 juin 1997 a ravagé l'aéroport W.H. Bramble et une nouvelles série d'éruptions entre les 4 et 8 août 1997 a provoqué la destruction de Plymouth, la capitale, qui a été recouverte de cendres à 80 % et définitivement abandonnée.
Une nouvelle période d'activité a commencé le 24 décembre 2006, entraînant début janvier 2007 l'évacuation d'une centaine de riverains. Le 28 juillet 2008, sans détection de signes précurseurs, une explosion s'est produite, provoquant une colonne de cendres d'une hauteur de 12 000 mètres, interdisant le trafic aérien régional pendant plusieurs jours.
Une autre explosion s’est produite le 11 février 2010, provoquant des nuées ardentes et un panache de cendres qui a atteint les îles de Guadeloupe et d'Antigua et a recouvert de nombreuses autres îles au nord, incluant Saint-Martin, Anguilla et Saint-Barthélemy, d'une mince couche de cendre volcanique.

### Conséquences humaines
L'éruption du 25 juin 1997 a provoqué la mort de 19 personnes. Après la disparition de la capitale, près des deux tiers des 13 000 habitants de Montserrat se sont exilés sur les îles voisines ou au Royaume-Uni métropolitain. Les autres ont migré vers le nord de l'île, dans une zone protégée par la chaîne des Center Hills. Une aide au retour de 41 millions de livres a été proposée par le gouvernement britannique et un navire a été dépêché sur place pour l'évacuation des habitants vers d'autres îles des Caraïbes. En raison de l'intense activité de la Soufrière, la population est passée d'environ 13 000 habitants en 1994 à 5 800 en 2008.

### Surveillance du volcan

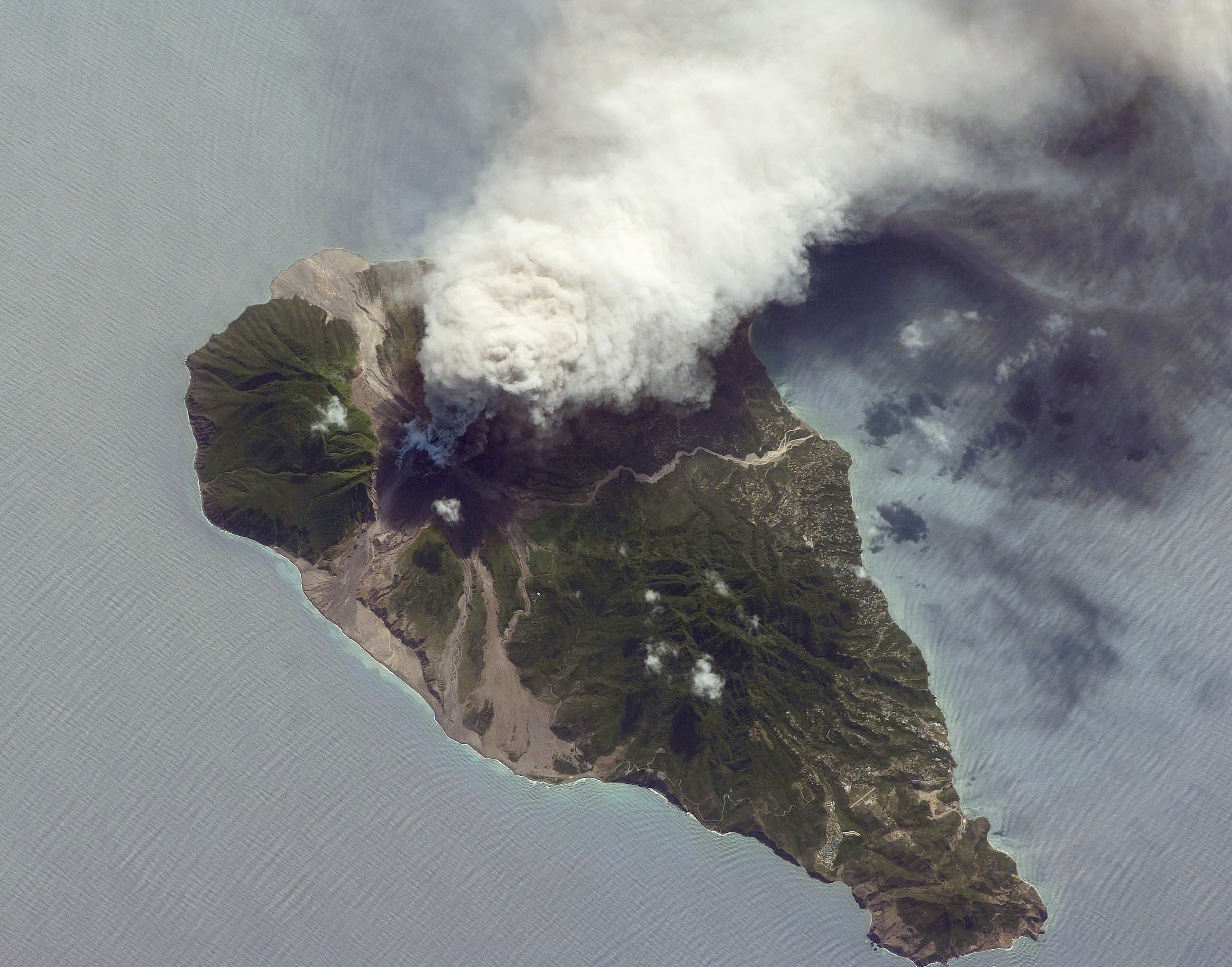
Vue aérienne

En 1995 a été créé le Montserrat Volcano Observatory, observatoire gouvernemental chargé d'étudier l'activité sismique et volcanique de l'île de Montserrat, à partir d'une unité de recherche sismologique en place depuis plusieurs années, avec notamment l'appui de pays comme le Royaume-Uni, la France, les États-Unis ou d'autres îles des Caraïbes comme Porto Rico. Il a permis de détecter une majorité des risques liés à l'activité de la Soufrière, et, en particulier, d'anticiper l'évacuation des populations les plus exposées. Son rôle est aussi l'information du public.

## Tourisme
L'activité touristique de l'île a été entièrement dévastée par l'éruption de la Soufrière de 1997. L'escalade du volcan est interdite au public mais des points de vue ont été installés à l'Observatoire (MVO) ou sur Jack Boy Hill. Certaines excursions en bateaux permettent d'apercevoir l'ancienne ville de Plymouth, surnommée « La Pompéi moderne » et, au-delà du delta de la rivière Tar, le volcan dont s'échappe presque en permanence une fumée grise. L'Office du Tourisme a par ailleurs développé une partie de sa communication autour du volcan.

## Dans la culture populaire
Jimmy Buffett a composé la chanson et l'album du même nom Volcano, en 1979, en référence à la Soufrière, le volcan étant à cette époque inactif.